# TrE
TrE è un album di Giua ed Armando Corsi, pubblicato il 23 gennaio 2012.
L'album, composto da 2 CD, contiene 22 brani (15 nel primo CD e 7 nel secondo). Nel primo CD vengono proposti nuovi brani sia di Giua che di Corsi, oltre al primo singolo Totem e tabù. Il secondo CD vede invece 7 brani cover con ospiti quali Jaques Morelenbaum, Noezhan, Marco Fadda, Fausto Mesolella, Riccardo Tesi, Anita Macchiavello (la nonna di Giua) e Claudio Taddei.

## Tracce

### CD 1
1. Scatole cinesi – 3:54
2. Gru di palude – 4:30
3. Belem – 3:47
4. Pop Corn – 2:54
5. Forse non è amore – 4:23
6. La culla di giunco – 3:56
7. Totem e tabù – 3:25
8. Alberi (feat Riccardo Tesi) – 3:23
9. Beleza – 2:55
10. Penelope (feat Jaques Morelenbaum) – 3:41
11. La via dell'amore (feat Jaques Morelenbaum) – 4:03
12. Qui sul collo e sull'orecchio (feat Noezhan) – 4:14
13. Agave – 4:09
14. Wonderwoman – 4:07
15. Come fa una mela – 3:36

### CD 2
1. Volver – 4:35
2. La casa nel parco – 3:09
3. Cantarito de greda (feat Marco Fadda) – 3:20
4. I'te vurria vasà (feat Fausto Mesolella) – 4:40
5. Veinte años (feat Mario Arcari) – 3:08
6. Beuga bugagna (feat Anita Macchiavello) – 2:27
7. Volver (feat Claudio Taddei) – 2:32